# Béarn

Kaart van Béarn binnen het huidige departement Pyrénées-Atlantiques

Vlag van Béarn

Béarn is een voormalige Franse provincie aan de voet van de Pyreneeën en vormt thans drie vijfde van het huidige departement Pyrénées-Atlantiques. De rest van het departement is Frans Baskenland, dat zijn Neder-Navarra, Labourd en Soule.

## Geschiedenis
Béarn werd een burggraafschap in 820. De burggraaf was aanvankelijk een vazal van de hertog van Gascogne en later van de hertog van Guyenne. De eerste hoofdstad was Lescar. In 841 kozen de burggraven van Béarn Morlaas als hun nieuwe hoofdstad. Béarn hoorde al vanaf het Verdrag van Verdun (843) bij West-Francië, waaruit het moderne Frankrijk ontstond. Toch werd de aanhechting later lange tijd betwist. In 1194 werd Orthez de nieuwe hoofdstad van de burggraven. Béarn kwam in 1290 door een huwelijk in handen van de graven van Foix; dit waren vazallen van de Franse koning maar dat gold voor Foix zelf, niet voor Béarn. In 1381 kwam de provincie in handen van het koninkrijk Navarra. Vanaf 1464 was Pau de hoofdstad van Béarn.
Onder Jeanne d'Albret werd Béarn protestants. Zij liet de goederen van de Katholieke Kerk onder sekwester plaatsen. Haar zoon werd onder de naam Hendrik III koning van Navarra. In 1589 werd hij ook koning van Frankrijk (als Hendrik IV); sindsdien waren de koninkrijken Frankrijk en Navarra (dat door Spaanse veroveringen nog slechts bestond uit het deel ten noorden van de Pyreneeën) door een personele unie met elkaar verbonden. In 1599 werd de katholieke eredienst in de Béarn hersteld maar de kerkelijke goederen werden niet teruggegeven. In 1617 besliste Lodewijk XIII om het Edict van Nantes onverkort door te voeren in Béarn en dus het sekwester op de kerkelijke goederen op te heffen. De Raad van Béarn (conseil du Béarn), bestaande uit protestanten, weigerde dit besluit te registreren. Met zijn leger trok Lodewijk XIII in 1620 naar Pau. Hij ontbond de Raad en verving die door een Parlement, waarin alleen katholieken zetelden. Hij verenigde ook beide koninkrijken formeel. Het oude koninkrijk, dus zowel Neder-Navarra als Béarn, behielden nog een grote mate van autonomie ten opzichte van Parijs; zo werden de juridische akten er in het Béarnais opgesteld, een variant van het Occitaans. Aan dit alles kwam een einde door de Franse Revolutie, toen onder andere de traditionele provincies als bestuurlijke eenheden werden afgeschaft en vervangen door een veel groter aantal departementen.

## Toponiemen
De naam Béarn wordt nog verwezen in de naam van verschillende (voormalige) gemeenten en plaatsen in de streek.
In Pyrénées-Atlantiques:
Arthez-de-Béarn,
Baigts-de-Béarn,
Beyrie-en-Béarn,
Conchez-de-Béarn,
Lucq-de-Béarn,
Saint-Girons-en-Béarn en
Salies-de-Béarn.
In Hautes-Pyrénées:
Sauveterre-de-Béarn en
Villenave-près-Béarn.

## Wetenswaardigheden
- De bearnaisesaus, die sinds de jaren 1830 wordt bereid, is naar Béarn genoemd.